# Гроскавало
Гроскава̀ло (на италиански: Groscavallo; на пиемонтски: Grosscaval, Гроскавал, на окситански: Groscavà, Грускава, на френски: Groscaval, Гроскавал) е община в Метрополен град Торино, регион Пиемонт, Северна Италия. Административен център на общината е село Пиалпета (Pialpetta), разположено на 1110 m надморска височина. Към 1 януари 2020 г. населението на общината е 192 души, от които 1 чужд гражданин.